# Bateria Balbani
Bateria Balbani (malt. Batterija ta' Balbani, ang. Balbani Battery), znana też jako Bateria Bengħisa (malt. Batterija ta' Bengħisa, ang. Bengħisa Battery) lub Bateria św. Katarzyny (malt. Batterija ta' Santa Katarina, ang. Saint Catherine's Battery) – była to bateria artyleryjska w Birżebbuġa na Malcie. Została zbudowana przez Zakon św. Jana na zlecenie Wielkiego Mistrza Manuela Pinto da Fonseca i ukończona w roku 1721. Była jedną z baterii w ciągu nabrzeżnych fortyfikacji zbudowanych dokoła wysp maltańskich.
Bateria Balbani była częścią łańcucha fortyfikacji broniących Marsaxlokk Bay, w który włączonych było sześć innych baterii, olbrzymia wieża św. Lucjana, dwie mniejsze wieże de Redina, cztery reduty i trzy umocnienia (entrenchments). Najbliższymi fortyfikacjami do baterii Balbani były wieża Bengħisa na południu i reduta Fresnoy na zachodzie.
Budowa baterii kosztowała 1855 scudi. Budową kierował architekt Burlemarch, po ukończeniu bateria została uzbrojona w osiem dział. Miała prostokątną platformę strzelniczą z blokhauzem z tyłu, która była dodatkowo osłaniana przez redan.
Bateria została zburzona, a jej miejsce zajmuje teraz część Malta Freeport.